# Terberg
Terberg er et hollandsk bilmærke, der stadigvæk er populært blandt entusiaster, hvilket bl.a. ses på de mange hits hvis man søger Terberg på nettet. Det fulde navn for firmaet er Terberg-Benschop
Tidligere var det mest firmaets personbiler der gjorde navnet kendt, men i dag kendes Terberg mest for deres specialkøretøjer såsom terminaltraktorer til havn og bane, og specialbyggede lastbiler fra små portluskere til kæmpe olierørstransportere i Alaska.

## Historie
Terberg var i begyndelsen blot et lille værksted, men efter 2. verdenskrig begyndte man at opbygge og ombygge lastbiler.
I 1966 byggede firmaet sin første "egen" lastbil, der var baseret på Mercedes-Benz-dele. Året efter byggede man en ny model med DAF-motor og Van Eck førerhus. Langsomt men sikkert begyndte firmaet at udvikle sig, både til det nationale marked, og ikke mindst til eksport.
I 1973 byggede man den første terminaltraktor. Dette gav gennembruddet for firmaet. Fra 1974 gik man i større og større grad over til Volvo-komponenter.
I 1981 påbegyndtes et dengang uset projekt; en terrængående tung lastbil med lavt førerhus. Terberg byggede deres første 8×8. 1980'erne var kendetegnet ved specialprodukter, blandt andet en 5-akslet betonkanon med træk på 6 hjul, altså en 10×6.
I 1994 blev virksomheden ISO-certificeret.
I 1999 introducerede man den første såkaldte ro-ro-trækker (ro-ro er en forkortelse af roll-on/roll-off, der bruges i forbindelse med gods og køretøjer der kan fragte sig selv om bord på et skib).

## Specialkøretøjer
Firmaets specialkøretøjer er specialbyggede lastbiler og andre transporthjælpemidler. Lastbilerne er typisk baseret på Volvolastbiler, der bliver totalt adskilt, og derefter sammensat med andre specialbyggede eller specialindkøbte dele. De mest kendte i Danmark har været specielt små lastbiler der stadigvæk havde samme lasteevne som de større modeller. Disse køretøjer benyttedes primært til renovations- og entreprenørkørsel i små porte, lave kældre og smalle gader.
Ved årtusindskiftet var der ca 15 Terberg lastbiler indregistreret i Danmark, de fleste i København. I 2020 skrottedes to af de tre sidste på gaden, og Terberg har meldt ud at trods et pilotprojekt i 2010-2014, har man ikke ønsket at sætte ny produktion i gang af de små portbiler.
I den anden ende af skalaen ses ombyggede standardlastbiler der kan køre med 50 tons totalvægt i stedet for fabrikkens 32 tons. Desuden ses bl.a. 18 meter lange sværgods-transportere til bygning af olieledninger, jernbaner og andet i uvejsomme områder.
Et af specialerne er også lastbiler der styrer og trækker på alle hjul, uanset om det er 2-, 3-, 4- eller 5-akslede lastbiler.
Desuden bygges terminaltraktorer, der funktionsmæssigt er lastbil-lignende køretøjer, der rangerer løstrailere, togvogne eller ISO-containere på havne-, bane- og godsterminaler. 
Firmaet bygger også såkaldte medbringertrucks, der spændes bagpå en lastbil eller trailer, så der altid er en truck på aflæssestedet.
Også læsseanordninger til skraldebiler er der i sortimentet.

## Links
- Firmaets engelsksprogede hjemmeside Arkiveret 21. august 2007 hos  Wayback Machine